# 11333 Forman
11333 Forman è un asteroide della fascia principale. Scoperto nel 1996, presenta un'orbita caratterizzata da un semiasse maggiore pari a 2,4306334 UA e da un'eccentricità di 0,2035724, inclinata di 4,97032° rispetto all'eclittica.